# Црква Светог Стефана у Великој Хочи
Црква Светог Стефана у Великој Хочи, насељеном месту на територији општине Ораховац, на Косову и Метохији, представља непокретно културно добро као споменик културе.

## Прошлост и изглед цркве
Црква у Великој Хочи посвећена Светом Стефану подигнута је у 14. веку, да би половином 16. века црква била преправљана, а 1853. године призидана јој је припрата. Храм је више пута осликаван, док се до данас сачувало само делимично сликарство из 16. века. Већина сачуваног зидног украса јесте рад зографа Јосифа из Лазаропоља, из 1864. године.
Црква се налази у центру села Велике Хоче. Храм је у основи велика подужна једнобродна грађевина, правоугаоног облика, са олтарском апсидом на источној страни. Масивни зидови су од тесаног камена и сиге у кречном малтеру, са доста сполијских детаља и постављања танке опеке у облику крста, поготово на јужној фасади. Различити начини грађења и слога камена на северној фасади указују на слојеве надградње и доградње храма. Цео храм је под полуобличастим сводом. Олтарска апсида је нижа од наоса, споља је тространа, а изнутра полукружна. Лево од олтара је полукружна ниша проскомидије. У односу на осовину храма, олтарска апсида је помакнута према југу и у осовини је царских двери. Кровови су сада покривени фалцованим црепом, које су замениле првобитни покривач од камених плоча. Над западним зидом је звоник “на преслицу”. Од некадашњег западног зида наоса и портала остали су пиластри и лук који прати линију свода. Споља над олтарском апсидом, под стрехом, утиснут је камени крст. Под у храму је од нових камених плоча.
У олтарској апсиди је сачувана фреска Богородице са Христом на престолу и два арханђела из друге половине XVI века. Остатак живописа у цркви потиче из 1864, кад је целокупну цркву осликао Јосиф из Лазаропоља. Јосиф из Лазаропоља је у хочкој цркви насликао обиман иконографски ансамбл, у коме се као узори у избору тема препознају иконографске целине цркава Светог Николе и Светог Јована из истог места.
Иконостас је из времена живописања цркве, сигурно дело радионице блиске дебарској. На северним - горњим дверима је Арханђео Михаило, следи престона икона Богородице са Христом. На царским дверима су приказане Благовести у средишњем делу, испод њих четири јеванђелиста у резбареним аркадама, а у горњем у богатој, изванредно резаној врежи су медаљони са представама пророка Давида и Соломона. У врху двери, на месту где је обично крст, налази се икона Бога Оца у флоралном дуборезном оквиру. Следе престоне иконе Христа и Светог Стефана архиђакона. Изнад престоне зоне су богате декоративне решетке у ажурираном дуборезу, без позлате. На широкој греди изнад дуборезних поља су медаљони пророка у позлаћеној резби и низ апостола у Деизисном чину у аркадама са тордираним стубићима. Централни део космитиса је у облику аждаја које на укрштеним реповима носе Крст са Распећем и херувимима, а на ватреним млазевима из њихових чељусти су иконе Богородице и Јована Богослова. Крајеви космитиса су флоралне вреже. У врху крста је орао из чијег кљуна виси кандило.

## Збирка покретних уметничких дела
У цркви Светог Стефана се налази јединствена збирка покретних уметничких дела, посебно евидентирана као споменик културе. Најзначјнија је седефна икона Великих празника, најочуванији и највреднији примерак своје врсте на Косову и Метохији.

## Основ за упис у регистар

### Црква Светог Стефана
Одлука о утврђивању цркве Св. Стефана за споменик културе, бр. 1421 (Сл. гласник РС бр. 51 од 13.11.1997.г.) Закон о културним добрима (Сл. гласник РС бр. 71/94).

### Збирка покретних уметничких дела
Решење Покрајинског завода за заштиту споменика културе у Приштини, бр. 249 од 27.3.1968. Закон о заштити споменика културе (Сл. гласник СРС бр. 3/66).